# Església de Sant Sebastià (Reinosa)
L'església de Sant Sebastià, a Reinosa (Cantàbria, Espanya), va ser declarada bé d'interès cultural (BIC) a l'any 1983. Es troba al carrer de Sant Sebastià, davant de la plaça de Joan xxiii, al centre del nucli urbà, molt a prop de la Casa de les Princeses.

## Història
En el lloc on es troba l'actual temple barroc hi va haver una església, del segle xvi en la qual es diu que va treballar el picapedrer Pedro de la Peña. El cos central sembla pertànyer a aquesta època.
Al segle xviii (anys 1754-1774), se li van afegir la torre, el portal i la cúpula.

## Descripció
El temple parroquial de Sant Sebastià de Reinosa és el millor exemple de l'arquitectura barroca a la comarca de Campoo i un dels més destacats d'aquest estil dins de Cantàbria. És un edifici construït en carreu, sent llegenda no acreditada que les pedres procedissin de les ruïnes romanes d'Iuliobriga. Del seu exterior destaquen la torre i el portal. Pel que fa a la torre, té dos cossos llisos sobre els quals s'alça un tercer cos on es troben les campanes i tot això rematat amb una piràmide envoltada per balustrada.

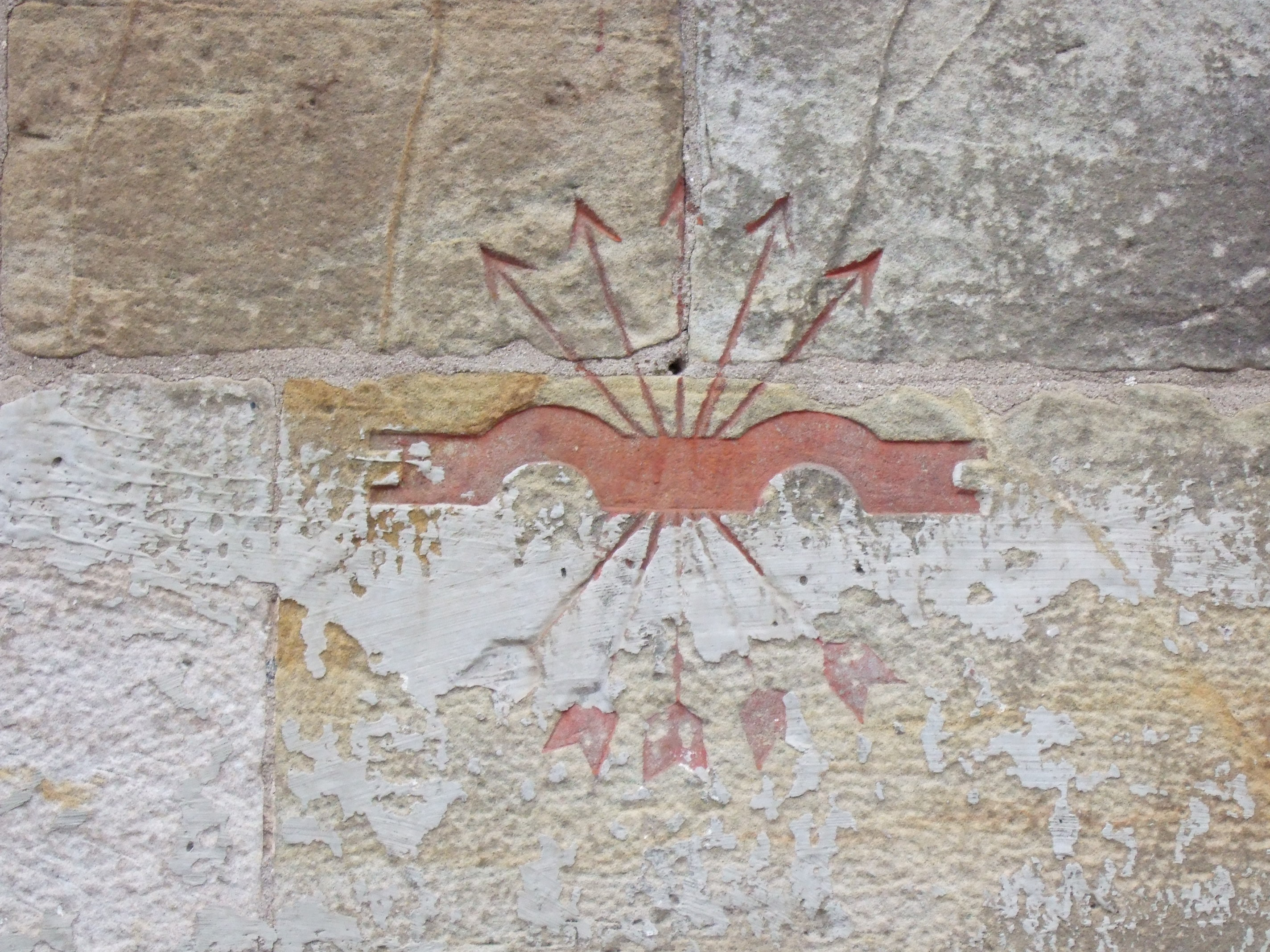
Detall d'un símbol falangista a la façana de l'església

A la façana principal hi ha una inscripció dedicada a José Antonio Primo de Rivera amb el símbol de la Falange que s'aprecia en la fotografia de l'esquerra, al costat de les quals hi ha una llista amb els noms dels reinosans del bàndol nacional morts a la Guerra Civil de 1936-1939. Aquest tipus d'inscripció és freqüent en moltes esglésies d'Espanya i segueix causant polèmica; també a Reinosa, on es va especular sobre l'esborrat de la inscripció malgrat que actualment continua al seu lloc.

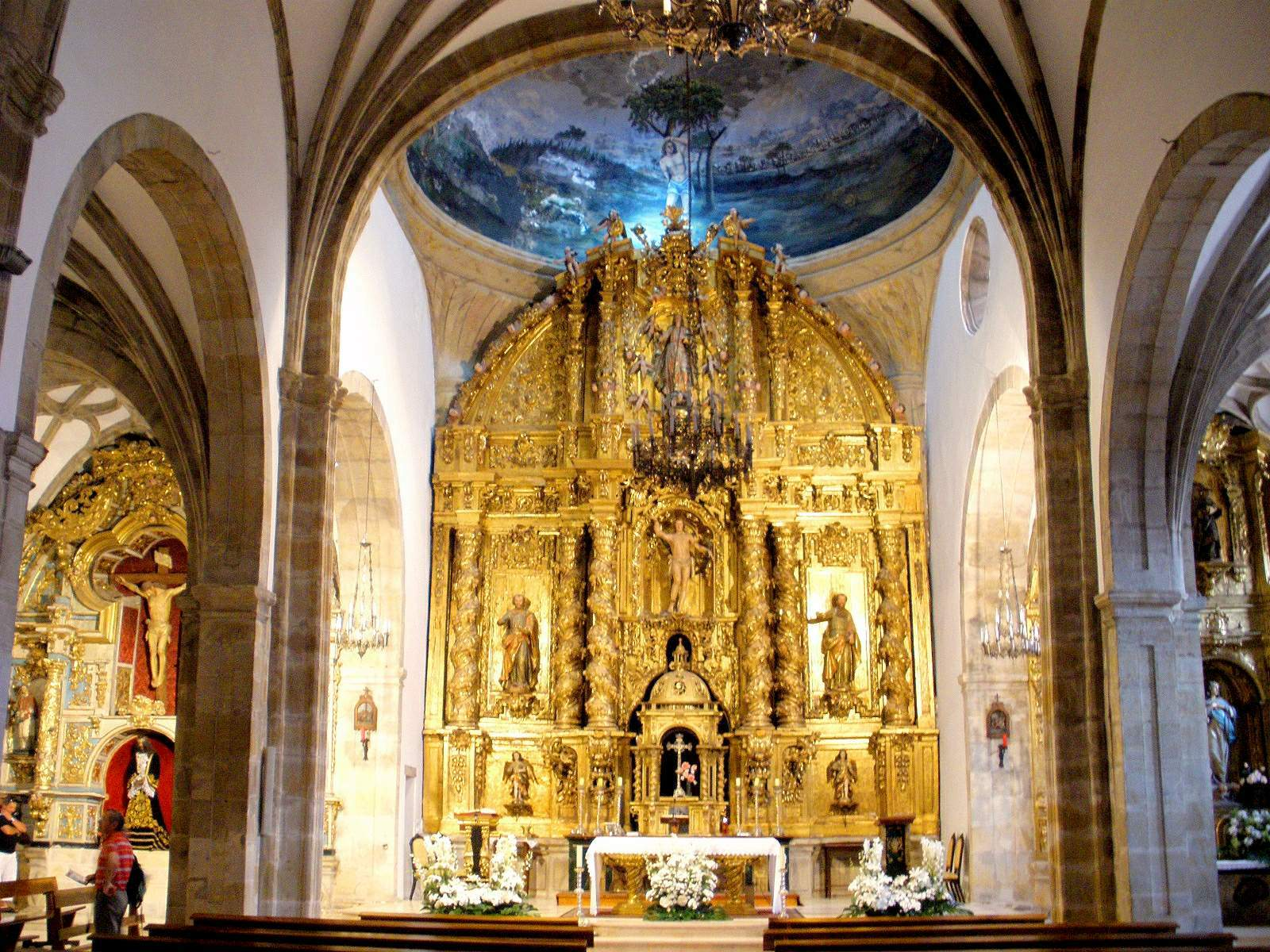
Aspecte de l'interior de l'església

Pel que fa al portal principal, es troba a la façana meridional. És una porta d'arc de mig punt recolzat en columnes i amb pilastres als costats com a decoració. Per sobre hi ha una finestra en fornícula, amb un frontó partit per sobre. Tot això s'inscriu en un altre gran arc de mig punt rematat per l'escut reial d'Espanya i un Sant Sebastià al capdamunt. Una inscripció a la façana diu: «REYNANDO LA MAJESTAD DEL SEÑOR CARLOS III SE IZO ESTA OBRA COSTA DE LOS PROPIOS DE LA BILLA SIENDO CORREGIDOR DE ELLA EL LIZENDO DON JOSEF DE LA GANDARA SALAZAR AÑO 1774».
Quant a l'interior, es tracta d'una església àmplia, de tres naus separades per pilastres. La coberta de les naus és de volta de creueria, amb tercelets i blegats, la qual cosa és un tret del gòtic. Sobre el presbiteri hi ha una cúpula amb llanternons a on hi ha pintures murals de no molt bona qualitat.
Destaquen els seus retaules barrocs la riquesa en daurats, que s'atribueix al fet que es van elaborar amb l'or donat pel comte de Revillagigedo, virrei a Mèxic. D'ells destaca el retaule de l'altar major, dedicat a Sant Sebastià. És d'estil barroc xorigueresc i pertany a la primera meitat del segle xviii. S'atribueix a mestres de Siete Vilas. Entre les seves columnes salomòniques són dignes de menció les escultures de Sant Pere, Sant Pau i la Verge del remate.
Hi ha altres retaules: el de la Veracreu, contemporani de l'anterior, i els del Sagrat Cor i el de la Immaculada Concepció, de les últimes dècades del segle xviii. L'església conserva altres béns mobles de caràcter religiós, entre els quals pot esmentar-se una gran custòdia de plata de 1760 i dos llums mexicanes, també de plata.